# MAX (software)
Max è un ambiente di sviluppo grafico per la musica e la multimedialità ideato ed aggiornato dall'azienda di software Cycling '74, con base a San Francisco, California. È utilizzato da oltre quindici anni da compositori, esecutori, progettisti software, ricercatori e artisti interessati a creare software interattivo. Lo stesso applicativo Max è altamente modulare: la maggior parte delle sue routine esiste in forma di libreria condivisa.  Una API permette a terze parti lo sviluppo di nuove routine (chiamate external objects, oggetti esterni).
Come risultato, Max possiede un largo bacino d'utenza costituito da programmatori - non ricollegabili a Cycling '74 - che ne potenziano il software con estensioni (commerciali e non) al programma. Grazie appunto al suo progetto estensibile e alla sua interfaccia grafica, Max è comunemente considerato una sorta di lingua franca per lo sviluppo di software inerente alla musica interattiva.

## Storia
Max fu scritto originariamente da Miller Puckette come Patcher editor per il Macintosh all'IRCAM, a metà degli anni '80 per permettere ai compositori l'accesso a un sistema "creante" nell'ambito della musica elettronica interattiva. Fu usato per la prima volta in un brano per pianoforte ed elaboratore chiamato Pluton  e composto da Philippe Manoury nel 1988 sincronizzando il computer al pianoforte e controllando un Sogitec 4X, che eseguiva l'elaborazione audio.
Nel 1989 l'IRCAM sviluppò una versione concorrente di Max connessa alla IRCAM Signal Processing Workstation per la NeXT (e più tardi per la SGI e Linux) chiamata Max/FTS (Faster Than Sound), precursore di MSP e potenziato da una scheda hardware con funzioni DSP.
Nel 1989 l'Ircam lo cedette in licenza alla Opcode Systems Inc, che ne vendette una versione commerciale nel 1990 (sotto il nome di Max/Opcode), sviluppata ed estesa a cura di David Zicarelli. L'attuale versione commerciale (Max/MSP) è distribuita dalla compagnia di Zicarelli, appunto la Cycling '74, fondata nel 1997. Nel 1996 Miller Puckette realizzò una versione interamente ri-progettata del programma in versione free chiamata Pure Data, che pur avendo differenze anche notevoli dall'originale dell'IRCAM rimane un soddisfacente sostituto per chi non intenda investire centinaia di dollari in Max/MSP.

## Max Mathews
Max deve il suo nome a Max Mathews e può essere considerato un discendente di MUSIC, benché la sua natura grafica possa trarre in inganno.
Un gran numero di persone usa Max anche senza esserne consapevoli: talvolta, infatti, alcuni file elaborati in Max (chiamati patchers) possono essere inseriti in applicazioni standalone free o commerciali.  Inoltre Max può essere usato per elaborare plug-in audio per le case di produttori di sistemi hi-fi.
Grazie alla decisiva integrazione di computer laptop nelle performance di live electronics, Max/MSP e Max/Jitter hanno ricevuto particolari attenzioni in sede di ambiente di sviluppo in merito alla riproduzione audio/video.